# Coupe de la Ligue sénégalaise de football 2023
Navigation
Coupe de la Ligue 2020 Coupe de la Ligue 2024
La coupe de la Ligue Sénégalaise de football 2023 est la 11e édition de la coupe de la Ligue de football sénégalaise, organisée par la LSFP.

## Déroulement de la compétition

### Calendrier
| Tour | Nom                 | Date                  | Participants |
| 1    | Premier tour        | 25 et 26 février 2023 | 24           |
| 2    | Huitièmes de finale | 4 et 5 mars 2023      | 16 (12+4)    |
| 3    | Quarts de finale    | 20 et 21 mai 2023     | 8            |
| 4    | Demi-finales        | 27 et 28 mai 2023     | 4            |
| 5    | Finale              | 19 mai 2023           | 2            |

### Participants
| Clubs de Ligue 1 (14)    | Clubs de Ligue 2 (14)    |
| arrivent en 8e de finale | arrivent au premier tour |
| ------------------------ | ------------------------ |
| ASC Jaraaf               | Mbour PC                 |
| Guédiawaye FC            | Thiès FC                 |
| AS Génération Foot       | Jamono Fatick            |
| Casa Sports              | Wally Daan FC            |
| arrivent au premier tour |                          |
| Stade de Mbour           | AJEL de Rufisque         |
| Sonacos                  | Keur Madior FC           |
| Teungueth FC             | USCT Port                |
| AS Douanes               | Demba Diop FC            |
| Diambars FC              | ASAC Ndiambour           |
| AS Pikine                | Oslo FA Dakar            |
| AS Dakar Sacré-Cœur      | DUC                      |
| ASCE La Linguère         | US Ouakam                |
| CNEPS Excellence         | Amitié FC                |
| US Gorée                 | ASC HLM Dakar            |

### Premier tour
Le premier tour a lieu le 25 au 26 février 2023.
| Club (division)               | Score  | Club (division)            | T.a.b |
| ----------------------------- | ------ | -------------------------- | ----- |
| US Gorée (Ligue 1)            | 0-1    | US Ouakam (Ligue 2)        |       |
| Mbour PC (Ligue 2)            | 2-0    | CNEPS Excellence (Ligue 1) |       |
| ASC HLM Dakar (Ligue 2)       | 0-2    | ASAC Ndiambour (Ligue 2)   |       |
| Stade de Mbour (Ligue 1)      | 2-1    | Oslo FA Dakar (Ligue 2)    |       |
| ASCE La Linguère (Ligue 1)    | 2-2 ap | Jamono Fatick (Ligue 2)    | 2-3   |
| USCT Port (Ligue 2)           | 0-0 ap | AS Douanes (Ligue 1)       | 3-2   |
| AS Pikine (Ligue 1)           | 1-0    | DUC (Ligue 2)              |       |
| Diambars FC (Ligue 1)         | 1-0    | Sonacos (Ligue 1)          |       |
| Demba Diop FC (Ligue 2)       | 2-0    | Amitié FC (Ligue 2)        |       |
| AJEL de Rufisque (Ligue 2)    | 0-1    | Teungueth FC (Ligue 1)     |       |
| AS Dakar Sacré-Cœur (Ligue 1) | 3-0    | Thiès FC (Ligue 2)         |       |
| Keur Madior FC (Ligue 2)      | 2-3    | Wally Daan FC (Ligue 2)    |       |

### Huitièmes de finale
Les huitièmes de finale ont lieu le 4 au 5 mars 2023.
Entrent en lice :
- AS Génération Foot
- Jaraaf
- Casa Sports
- Guédiawaye FC

| Club (division)          | Score  | Club (division)               | T.a.b |
| ------------------------ | ------ | ----------------------------- | ----- |
| Demba Diop FC (Ligue 2)  | 0-0 ap | Mbour PC (Ligue 2)            | 7-6   |
| ASC Jaraaf (Ligue 1)     | 2-0    | AS Génération Foot (Ligue 1)  |       |
| Teungueth FC (Ligue 1)   | 2-0    | US Ouakam (Ligue 2)           |       |
| Wally Daan FC (Ligue 2)  | 2-0    | AS Dakar Sacré-Cœur (Ligue 1) |       |
| Jamono Fatick (Ligue 2)  | 1-1 ap | UCST Port (Ligue 2)           | 3-4   |
| Casa Sports (Ligue 1)    | 2-1    | Guédiawaye FC (Ligue 1)       |       |
| ASAC Ndiambour (Ligue 2) | 3-1    | AS Pikine (Ligue 1)           |       |
| Stade de Mbour (Ligue 1) | 2-1    | Diambars FC (Ligue 1)         |       |

### Quarts de finale
Les quarts de finale ont lieu le 20 et 21 mai 2023.
| Club (division)          | Score | Club (division)         | T.a.b |
| ------------------------ | ----- | ----------------------- | ----- |
| Teungueth FC (Ligue 1)   | 2-1   | Demba Diop FC (Ligue 2) |       |
| Stade de Mbour (Ligue 1) | 3-0   | UCST Port (Ligue 2)     |       |
| Casa Sports (Ligue 1)    | 1-0   | Wally Daan FC (Ligue 2) |       |
| ASAC Ndiambour (Ligue 2) | 3-1   | ASC Jaraaf (Ligue 1)    |       |

### Demi finale
Les demi-finales ont lieu le 27 et 28 mai 2023,.
| Club (division)          | Score | Club (division)          | T.a.b |
| ------------------------ | ----- | ------------------------ | ----- |
| Teungueth FC (Ligue 1)   | 2-1   | Casa Sports (Ligue 1)    |       |
| ASAC Ndiambour (Ligue 2) | 0-2.  | Stade de Mbour (Ligue 1) |       |

### Finale
La finale aura lieu le 19 août 2023.
| Stade Lat-Dior 18h00 (UTC+1) |
| ---------------------------- |

| Club (division)        | Score | Club (division)          | T.a.b |
| ---------------------- | ----- | ------------------------ | ----- |
| Teungueth FC (Ligue 1) | 0 - 0 | Stade de Mbour (Ligue 1) | 3 - 0 |